# Gelliodes
Gelliodes är ett släkte av svampdjur. Gelliodes ingår i familjen Niphatidae.

## Dottertaxa tillGelliodes, i alfabetisk ordning[1]
- Gelliodes bifacialis
- Gelliodes biformis
- Gelliodes callista
- Gelliodes carnosa
- Gelliodes coscinopora
- Gelliodes fayalensis
- Gelliodes fibroreticulata
- Gelliodes fibrosa
- Gelliodes fibulata
- Gelliodes flagellifera
- Gelliodes fragilis
- Gelliodes gracilis
- Gelliodes hamata
- Gelliodes incrustans
- Gelliodes leucosolenia
- Gelliodes licheniformis
- Gelliodes luridus
- Gelliodes macrosigma
- Gelliodes nossibea
- Gelliodes obtusa
- Gelliodes persica
- Gelliodes petrosioides
- Gelliodes poculum
- Gelliodes porosa
- Gelliodes pumila
- Gelliodes ramosa
- Gelliodes setosa
- Gelliodes spinosella
- Gelliodes spongiosa
- Gelliodes strongylofera
- Gelliodes tenuirhabdus
- Gelliodes truncata
- Gelliodes tubulosa